# Liste von Katastrophen

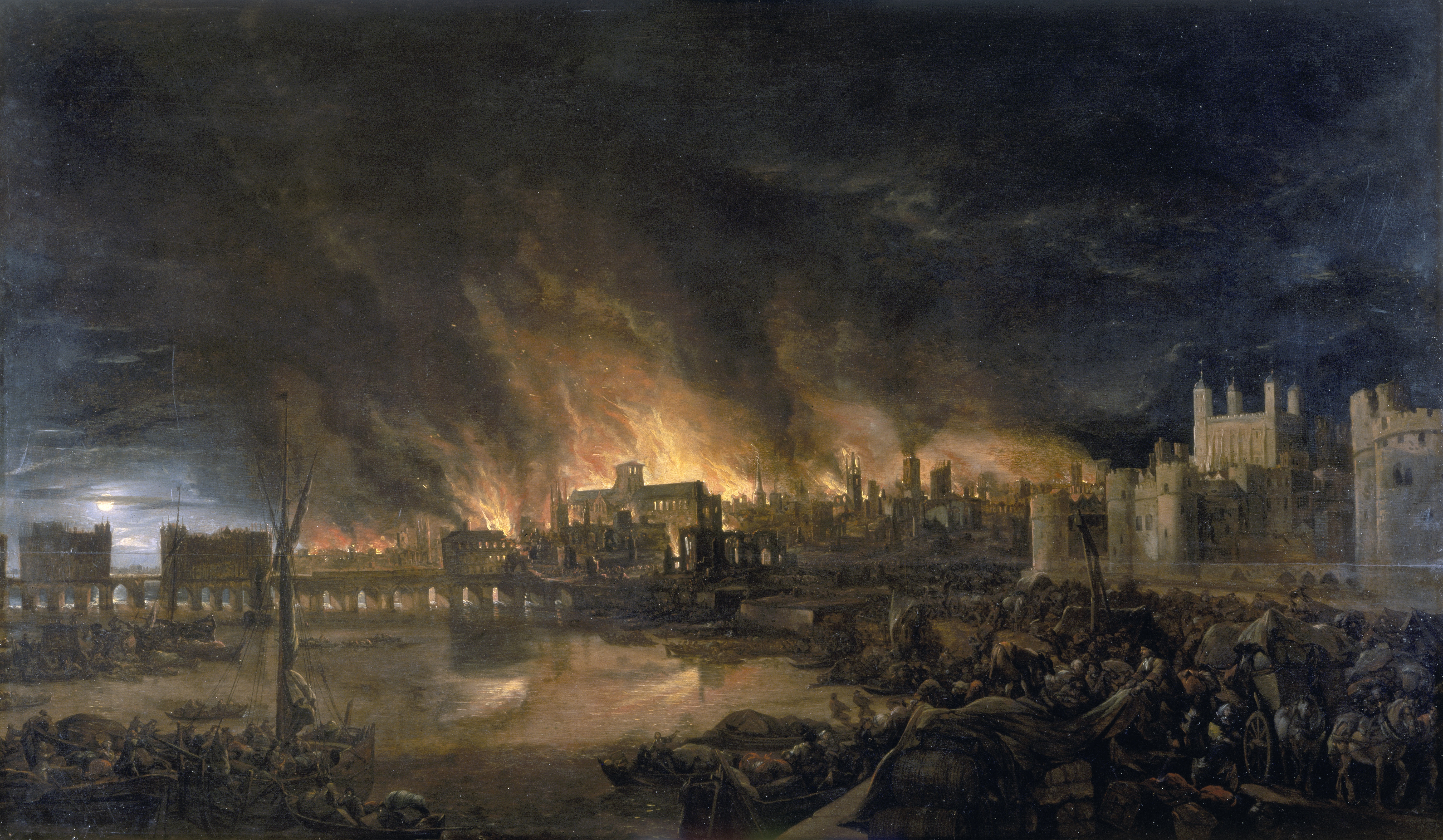
Großer Brand von London, 1666

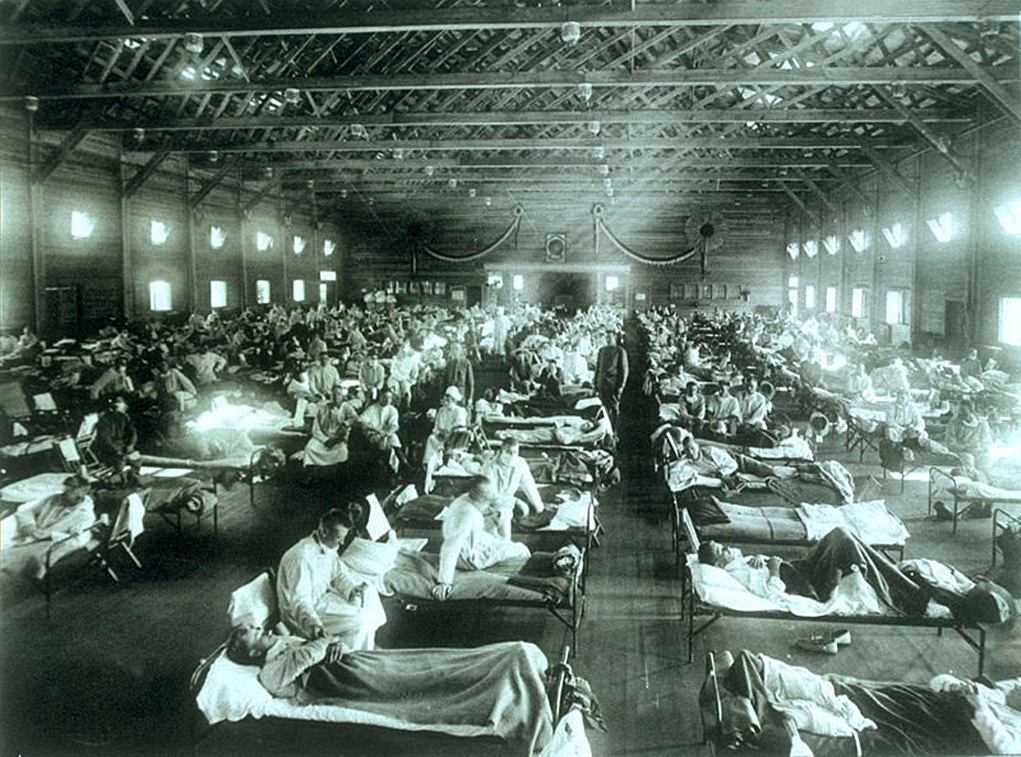
Spanische Grippe, 1918

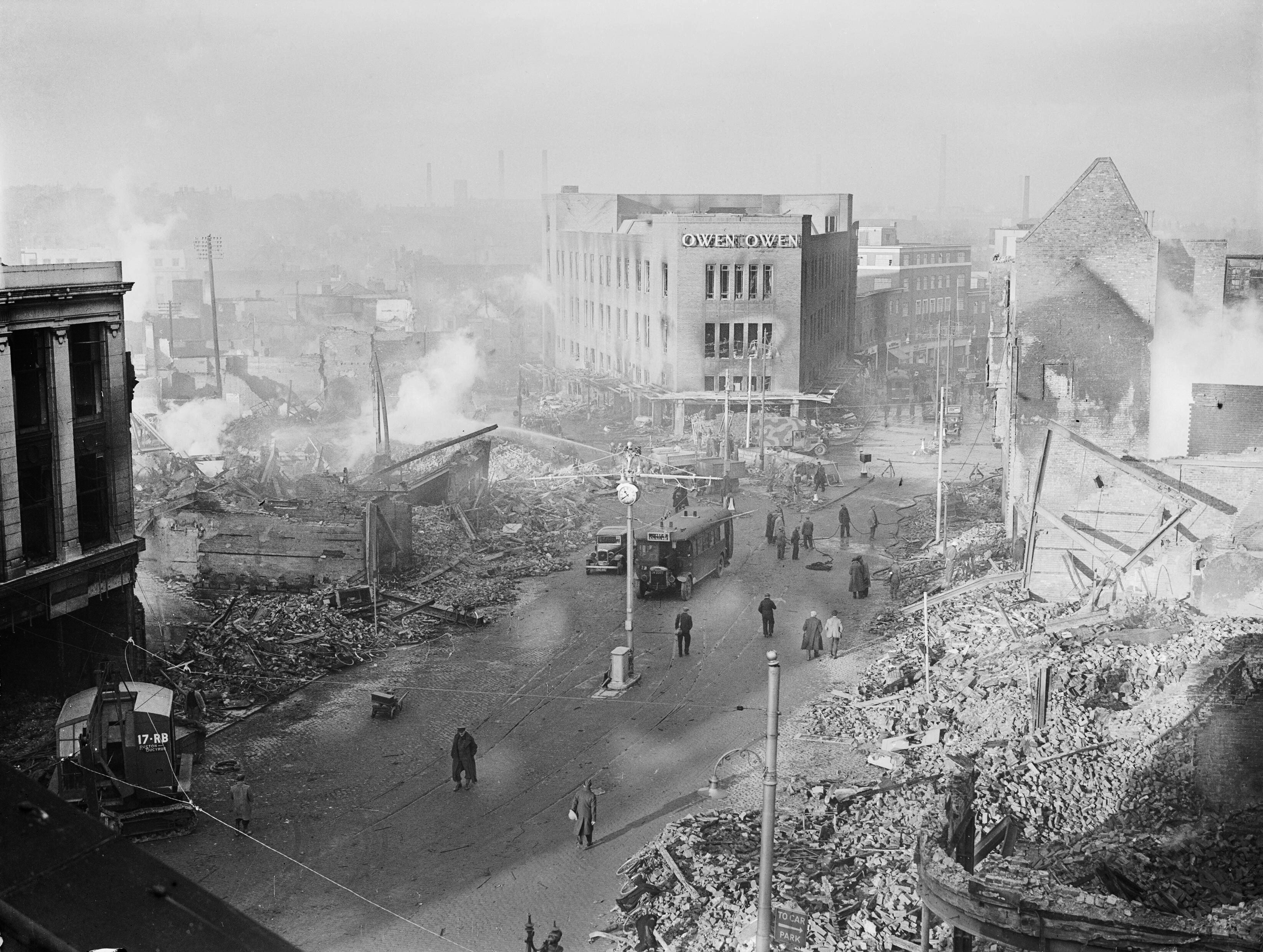
Luftangriffe auf Coventry, 16. November 1940

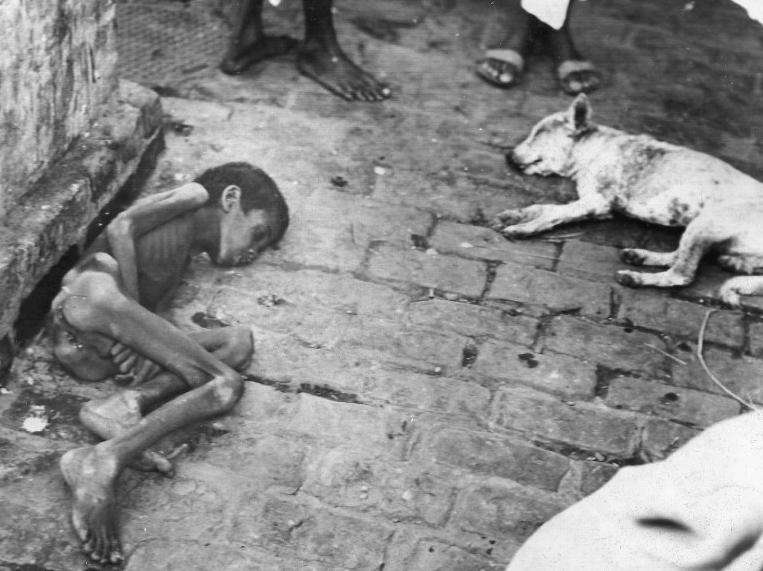
Hungersnot in Bengalen 1943

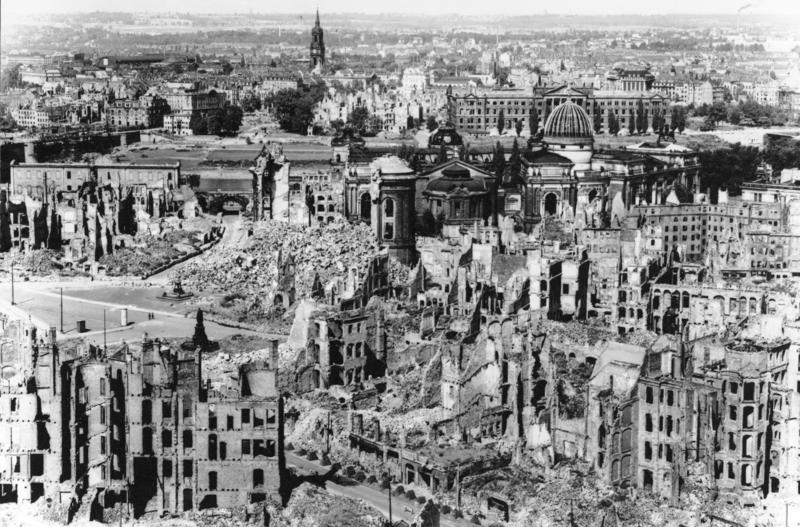
Bombardierung Dresdens, 1945

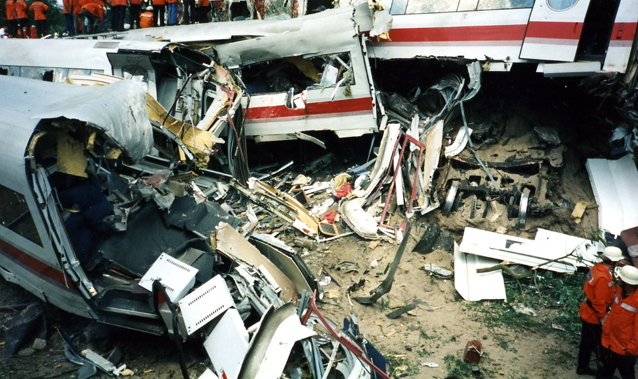
Eisenbahnunfall von Eschede, 3. Juni 1998

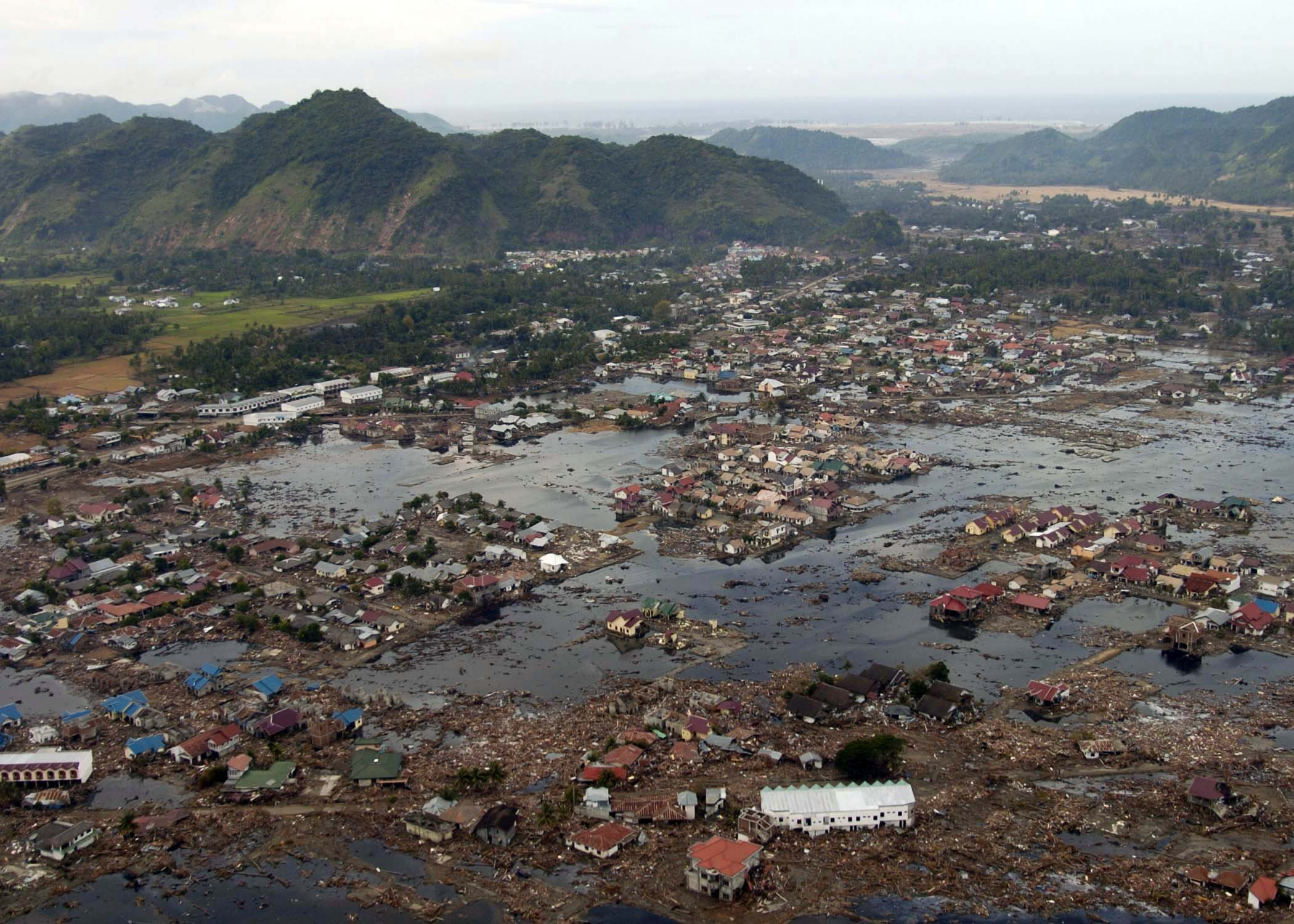
Tsunami vom 26. Dezember 2004

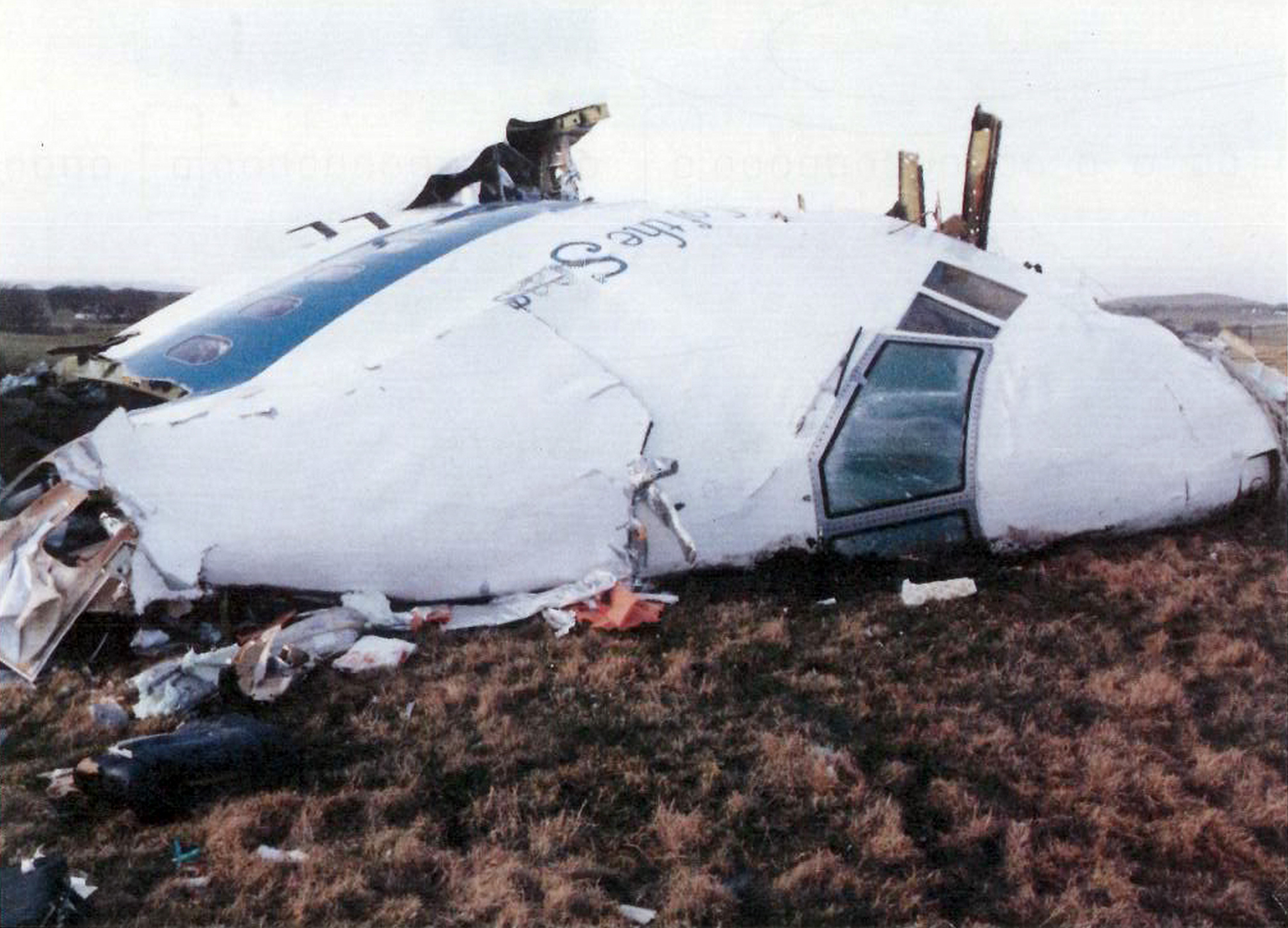
Lockerbie-Anschlag, 21. Dezember 1988

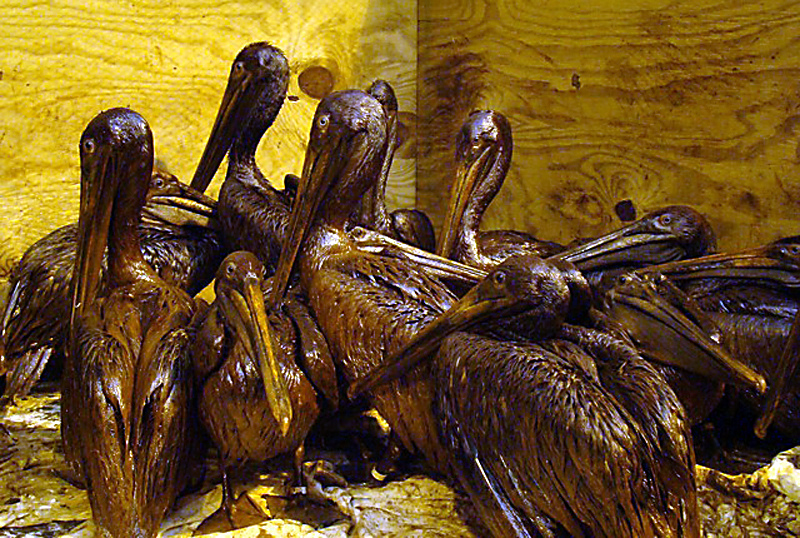
Ölpest im Golf von Mexiko 2010

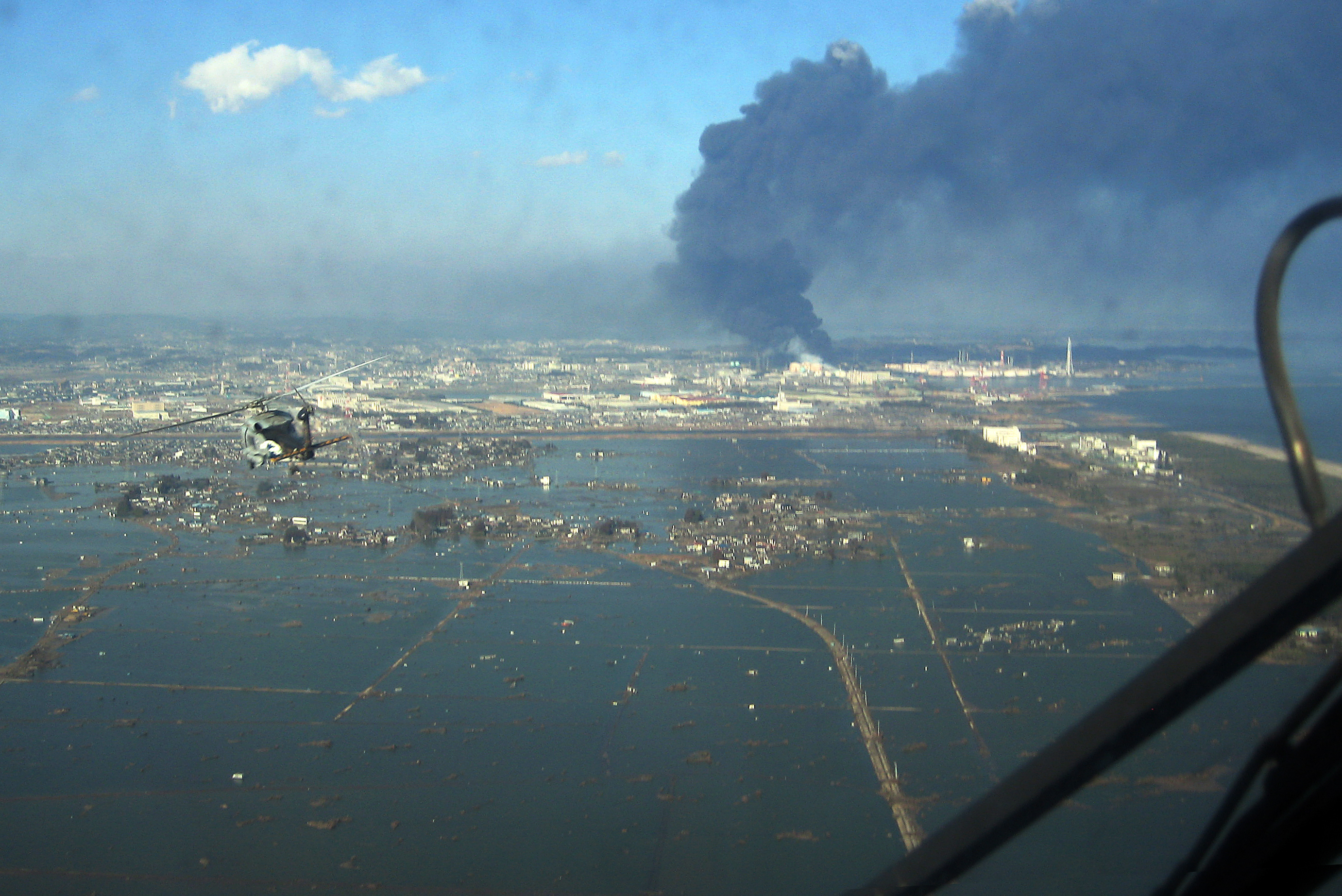
Tōhoku-Erdbeben 2011

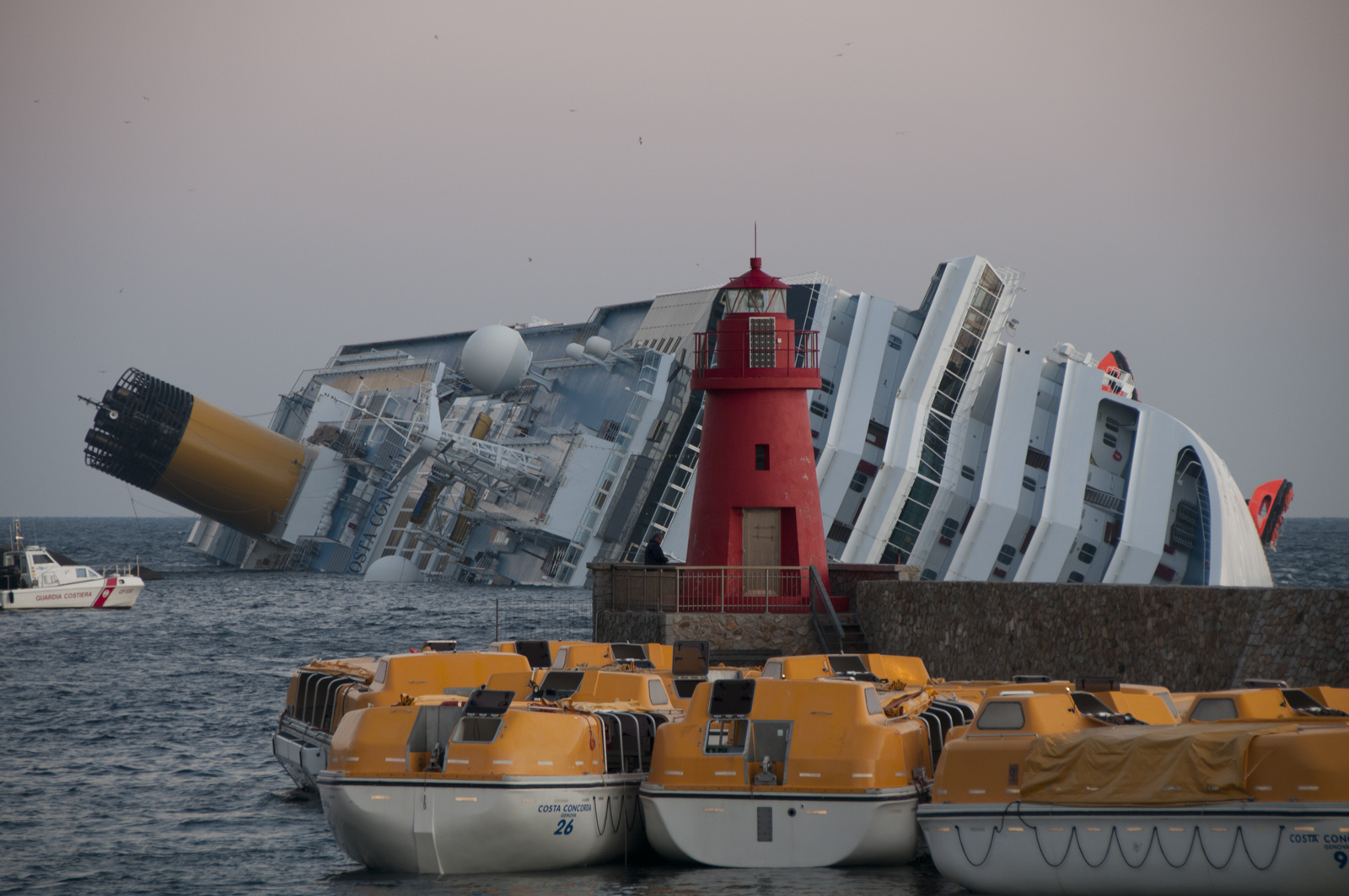
Costa Concordia, 14. Januar 2012

Moore-Tornado, 21. Mai 2013

Diese Liste von Katastrophen erfasst katastrophale Ereignisse im Sinne von Naturkatastrophen, Umweltkatastrophen, Unfällen, Epidemien, Pandemien und ähnlichem. Katastrophen können auch durch technisches oder menschliches Versagen verursacht sein. Zur höheren Gewalt zählen auch Kriege, Bürgerkriege, Aufstände, Terrorismus und ähnliches.
Diese Liste listet – im Wesentlichen – spezifische Listen von Katastrophen.

## Naturkatastrophen

### Durch endogene Kräfte verursachte Katastrophen
- Liste von Erdbeben
  - Liste von Erdbeben in Chile
  - Liste von Erdbeben in China
  - Liste von Erdbeben in Deutschland
  - Liste von Erdbeben in Griechenland
  - Liste von Erdbeben in Haiti
  - Liste von Erdbeben in Indonesien
  - Liste von Erdbeben in Iran
  - Liste von Erdbeben in Italien
  - Liste von Erdbeben in Japan
  - Liste von Erdbeben in Neuseeland
  - Liste von Erdbeben in Österreich
  - Liste von Erdbeben in der Schweiz
  - Liste von Erdbeben in der Türkei
  - Liste von Erdbeben des 21. Jahrhunderts
- Liste großer historischer Vulkanausbrüche
- Liste von Tsunamis

### Durch exogene Kräfte verursachte Katastrophen
- Liste von Lawinen und Erdrutschen, Bergstürzen

### Klima und Wetter
- Liste extremer Wetterereignisse weltweit
- Liste von Wetterereignissen in Europa
- Liste von Hochwasser-Ereignissen
  - Hochwasser und Naturkatastrophen in Sachsen
- Liste von Sturmfluten an der Nordsee
- Liste von Überschwemmungen in Australien
- Liste von Tornados
  - Liste von Tornados in Europa
- Liste von Orkanen in Schweden
- Liste von Stürmen in Schweden
- Liste der Hurrikane in Südamerika

## Technik

### Verkehr

#### Schifffahrt
- Liste von Katastrophen der Schifffahrt
  - Liste der schwersten Katastrophen der Schifffahrt
  - Liste bedeutender Seeunfälle bis 1500
  - Liste bedeutender Seeunfälle im 16. Jahrhundert
  - Liste bedeutender Seeunfälle im 17. Jahrhundert
  - Liste bedeutender Seeunfälle im 18. Jahrhundert
  - Liste bedeutender Seeunfälle 1801–1850
  - Liste bedeutender Seeunfälle 1851–1875
  - Liste bedeutender Seeunfälle 1876–1900
  - Liste bedeutender Seeunfälle 1901–1910
  - Liste bedeutender Seeunfälle 1911–1920
  - Liste bedeutender Seeunfälle 1921–1930
  - Liste bedeutender Seeunfälle 1931–1940
  - Liste bedeutender Seeunfälle 1941–1950
  - Liste bedeutender Seeunfälle 1951–1960
  - Liste bedeutender Seeunfälle 1961–1970
  - Liste bedeutender Seeunfälle 1971–1980
  - Liste bedeutender Seeunfälle 1981–1990
  - Liste bedeutender Seeunfälle 1991–2000
  - Liste bedeutender Seeunfälle 2001–2010
  - Liste bedeutender Seeunfälle 2011–2020
  - Liste bedeutender Seeunfälle seit 2021
  - Liste von Unfällen der Binnenschifffahrt
  - Liste von U-Boot-Unglücken seit 1945
  - Liste bedeutender Schiffsversenkungen

#### Luftfahrt
- Listen von Luftfahrt-Zwischenfällen
  - Liste der schwersten Zwischenfälle der Luftfahrt
  - Liste von Luftfahrt-Zwischenfällen 1785 bis 1949
  - Liste von Luftfahrt-Zwischenfällen 1950 bis 1959
  - Liste von Luftfahrt-Zwischenfällen 1960 bis 1969
  - Liste von Luftfahrt-Zwischenfällen 1970 bis 1979
  - Liste von Luftfahrt-Zwischenfällen 1980 bis 1989
  - Liste von Luftfahrt-Zwischenfällen 1990 bis 1999
  - Liste von Luftfahrt-Zwischenfällen 2000 bis 2009
  - Liste von Luftfahrt-Zwischenfällen 2010 bis 2019
  - Liste von Luftfahrt-Zwischenfällen ab 2020
  - Liste von Zwischenfällen (Allgemeine Luftfahrt)
  - Liste von Zwischenfällen (Militärluftfahrt) bis 1980
  - Liste von Zwischenfällen (Militärluftfahrt) ab 1981
  - Liste von Flugzeugkollisionen in der Luft
  - Liste abgeschossener Flugzeuge in der Zivilluftfahrt
  - Liste von Anschlägen auf Verkehrsflugzeuge
  - Liste verschollener Verkehrsflugzeuge
  - Liste von Zwischenfällen der Airbus-A320-Familie
  - Liste der Totalverluste der Boeing 747
  - Liste der schwersten Flugunfälle in Deutschland
  - Liste von Luftfahrt-Zwischenfällen (Schweiz)
  - Liste von Luftfahrt-Zwischenfällen und Abschüssen von Luftfahrzeugen im Afghanistankrieg
  - Liste von Zwischenfällen mit Ballonen
  - Liste von Zwischenfällen mit Luftschiffen

#### Schienenverkehr
- Liste schwerer Unfälle im Schienenverkehr
  - Liste von Eisenbahnunfällen in Deutschland
  - Liste von Eisenbahnunfällen in Österreich
  - Liste von Eisenbahnunfällen in der Schweiz

#### Straßenverkehr
- Liste von Busunglücken
- Liste von Tunnelunglücken (auch: Schienenverkehr, Anschläge)

#### Sonstiges
- Liste von Seilbahnunglücken
- Liste von Raumfahrtunfällen
- Liste von Katastrophen in Fußballstadien

### Chemie, Energie, Konstruktion und Rohstoffe
- Liste von Brückeneinstürzen
- Liste von Chemiekatastrophen
- Liste von aufsehenerregenden Vorfällen im Zusammenhang mit Entwicklung, Vermarktung oder Anwendung von Arzneimitteln
- Liste bedeutender Ölunfälle
- Liste von Unfällen auf Bohr- und Förderplattformen
- Liste von Unglücken im Bergbau
- Liste von Rutschungen im Bergbau
- Liste von Unfällen in kerntechnischen Anlagen
  - Liste meldepflichtiger Ereignisse in deutschen kerntechnischen Anlagen
  - Liste von Störfällen in europäischen kerntechnischen Anlagen
  - Liste von Todesopfern der Nuklearkatastrophe von Tschernobyl
- Liste historischer Stromausfälle
- Liste von Stauanlagenunfällen
- Bekannte Dammbrüche

## Kriege, Bürgerkriege, Aufstände, Terrorismus und ähnliches
- Liste von Kriegen
- Liste von Schlachten
- Liste von Belagerungen
- Liste von Terroranschlägen
- Liste von Sprengstoffanschlägen

## Sonstige
- Liste von Brandkatastrophen
  - Liste von Theaterbränden
  - Liste der Brandkatastrophen in der Île-de-France
  - Liste historischer Waldbrände
- Liste der größten künstlichen, nichtnuklearen Explosionen
- Liste von Hungersnöten
- Liste von Epidemien und Pandemien

## Einzelereignisse ohne Liste
- Smog-Katastrophe in London 1952
- Liberian Armyworm Plague
- Milzbrand-Unfall in Swerdlowsk
- Lake-Nyos-Katastrophe
- Manoun-See
- Tanganjika-Lachepidemie
- Arjenyattah-Epidemie